# پرچم دزدان دریایی

پرچم دزدان دریایی

دزدان دریایی اروپایی و آمریکایی در قدیم از پرچمی استفاده می‌کردند که پرچم دزدان دریایی یا پرچم کشتی دزدان نام دارد. این پرچم را امروزه بیشتر به صورت یک جمجمه بر بالای استخوان‌های ضربدری بر روی یک زمینه سیاه ترسیم می‌کنند ولی در قدیم پرچم دزدان دریایی انواع و گونه‌های متفاوت زیادی داشت. جک چلواری و توماس تو در پرچم‌های خود به‌جای استخوان، شمشیر ترسیم می‌کردند.

## نگارخانه